# The Beggarstaffs
The Beggarstaffs, officieel bekend als de gebroeders J. & W. Beggarstaff, was de benaming waaronder de Britse illustratoren, William Nicholson en James Pryde, hun posters maakten.
The Beggarstaffs waren de zwagers James Pryde (30 maart 1866 – 24 februari 1941) en William Nicholson (5 februari 1872 – 16 mei 1949) die een reclame-ontwerpstudio begonnen in 1894. De Beggarstaffs waren bekend om hun nieuwe techniek en collages met geknipte stukjes gekleurd papier. Dit blijkt uit de poster voor Kassama Maïsmeel waar alleen zwart en geel werd gebruikt. Door dat te doen, moest de kijker beslissen waar diverse voorwerpen begonnen en eindigden. Zij negeerden volledig de florale art-nouveau-stijl die kenmerkend was in die tijd. Een van de posters waar zij geld op verloren was hun meest beroemde affiche; Don Quichot gemaakt voor de productie van Sir Henry Irving's Lyceum Theatre. Het affiche is nooit gedrukt, omdat de cliënt oordeelde dat het een slechte gelijkenis was. Incidenten als deze waren de oorzaak om het partnerschap te verbreken en ieder zijn eigen gang te gaan met hun grafische arbeid. Voorbeelden van hun affiches werden opgenomen in het befaamde Franse boek Les Maitre de L'Affiches uit 1899.